# Empire State Stallions
Gli Empire State Stallions sono stati una franchigia di pallacanestro della USBL, con sede a Glens Falls, nello Stato di New York, attivi nel 1991.
Disputarono unicamente la stagione USBL 1991, che terminarono con un record di 7-13. Si sciolsero alla fine del campionato.

## Stagioni
| Stagione | Lega | Denominazione          | V | P  | %    | Piazzamento | Play-off |
| -------- | ---- | ---------------------- | - | -- | ---- | ----------- | -------- |
| 1991     | USBL | Empire State Stallions | 7 | 13 | 35,0 | 4º          | -        |